# قطار مكوكي سريع
القطار المكوكي السريع (بالفرنسية: Train Navette Rapide ويعرف مقتصرا باسم TNR) عبارة عن خدمة سككية مغربية يديرها المكتب الوطني للسكك الحديدية.

## خريطة السكة
تمتد السكة من الدار البيضاء إلى القنيطرة عن طريق الرباط ومن الساعة السادسة صباحا إلى التاسعة والنصف مساء، ينطلق قطار من كل من المحطتين النهائيتين كل نصف ساعة. والفكرة انبثقت من خطوط نقل قائمة سابقا.

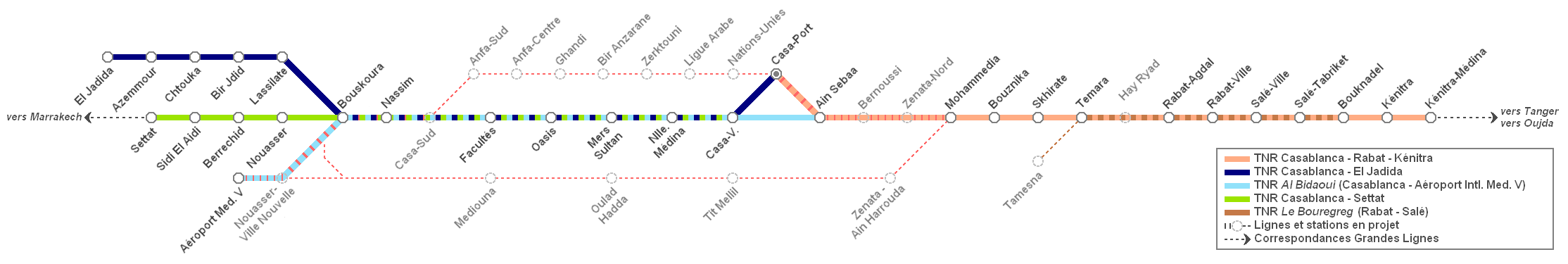

- محطة الدار البيضاء الميناء
- محطة عين السبع
- محطة المحمدية
- محطة بوزنيقة
- محطة الصخيرات
- محطة تمارة
- حي رياض
- محطة الرباط أكدال
- محطة الرباط المدينة
- محطة سلا المدينة
- محطة سلا تابريكت
- محطة بوقنادل
- محطة القنيطرة
- محطة القنيطرة المدينة